# Fridrich III. ze Salm-Kyrburgu
Fridrich III. Johann Otto Franz Christian Philipp, kníže ze Salm-Kyrburgu (3. května 1745, Henri-Chapelle, vévodství Limburské – 24. července 1794, Paříž) byl rýnský hrabě a také kníže z rodů Obersalm a Salm-Neufville z německého šlechtického rodu Salmů. Byl nejstarším synem Philippa Josepha ze Salm-Kyrburgu a Marie Terezie rozené von Horn. Moritz ze Salm-Kyrburgu byl jeho bratr, Amálie Zephyrine ze Salm-Kyrburgu jeho sestra.

## Životopis
V letech 1751–1757 se Fridrich vzdělával na Collège Louis-le-Grand v Paříži, byl také studentem Académie d'Angers. V 17 letech vstoupil do císařské vojenské služby, kde sloužil v letech 1763–1771. Poté se stal plukovníkem v německé jednotce francouzské armády. Dne 5. září 1778 byl povýšen na brigádního generála. V roce 1779 zdědil po svém otci Philippovi Josephovi titul kníže ze Salm-Kyrburgu. V roce 1781 se oženil s Johannou Franziskou, dcerou knížete Karla Friedricha von Hohenzollern-Sigmaringen. Fridrich zdědil majetek rodiny von Horn po své matce, která zemřela v roce 1783.
Fridrich vedl okázalý životní styl, který ho přivedl do velkých dluhů. V letech 1782–1787 nechal v Paříži postavit klasicistní Hôtel de Salm. Zároveň od roku 1782 vybudoval v německém Kirnu knížecí letní sídlo skládající se z několika pavilonů, divadla a společenského domu. Dochovaly se tři budovy tohoto klasicistního komplexu: knížecí pavilon, pavilon jeho sestry Amalie a bývalé divadlo. Jeho manželka, kněžna Johanna Franziska, zemřela 23. srpna 1790 a byla pohřbena v evangelickém kostele v Kirnu. Bylo jí pouhých 25 let.
Fridrich III. vystoupil 18. prosince 1786 ze služeb Ludvíka XVI. Později se postavil na stranu francouzské revoluce. V říjnu 1789 byl jednomyslně zvolen velitelem praporu Národní gardy pod velením markýze de La Fayette. V září 1790 však z funkce odstoupil.
Jeho pařížský palác se stal místem setkání levice v Ústavodárném shromáždění. V roce 1790 jako majitel panství Hoorn napsal brabantským stavům a vyzval je ke vzpouře proti císaři Leopoldovi II.
V prosinci 1792 Fridrich III. odcestoval se svým 3letým synem do knížectví Salm-Kyrburg a propagoval zde principy francouzské revoluce. Na radnici v Kirnu dne 14. prosince 1792 mimo jiné zrušil nevolnictví. V dekretu ze dne 19. prosince 1792 se tituloval „Fridrich, z výslovné vůle mých spoluobčanů, kníže ze Salm-Kyrburgu“.
V důsledku zákona z 9. května 1793 mu Francie zabavila majetek ve Vimy, proti čemuž si stěžoval, odvolávaje se na své vlastenecké francouzské cítění. Charles-François Lebrun ho ujistil, že republika své přátele neopustí a nezapomene, co pro ni vytrpěli. Fridrich znovu protestoval jako „občan Friedrich von Salm-Kyrburg“. Dne 26. ledna 1794 byl na popud revolučního výboru vydán zatykač na něj a jeho sestru Amalii. Výnosem bezpečnostní komise ze dne 2. dubna 1794 byl „takzvaný Salm-Kirburg, německý kníže“ převezen do věznice Les Carmes. Prokurátor Antoine Quentin Fouquier-Tinville ho obvinil, že je skrytým agentem německé koalice proti Francii. Pravým důvodem byla spíše jeho blízkost ke skupině dantonistů. Dne 21. července 1794 byl převezen z Carmes do Conciergerie. Následujícího dne předstoupil před revoluční tribunál, který ho během procesu s dalšími 49 lidmi odsoudil k trestu smrti jako nepřítele lidu.
Gilotinován byl 23. července 1794 na Barrière du Trône, krátce po svém příteli Alexandre de Beauharnais, pouhé tři dny před koncem hrůzovlády Maximiliena Robespierra.
Fridrichovy ostatky byly vhozeny do jámy s více než 1300 dalšími mrtvolami. Fridrichova sestra Amalie nechala jámu otevřít a pokusila se identifikovat svého bratra. Protože se to nepodařilo, koupila tajně pozemek spolu s mrtvolami a nechala ho pohřbít v zahradě zrušeného augustiniánského kláštera. Zahradu získala Amalie spolu s dalšími šlechtickými rodinami, jejichž těla byla také nalezena v přenesené zemi. Zde vznikl soukromý hřbitov Picpus. Společně se svým synovcem, knížetem Fridrichem IV. zde nechala Amálie později postavit mauzoleum jako pohřebiště rodiny Salm-Kyrburg.
S Johanou Františkou Hohenzollernsko-Sigmaringenskou (3. 5. 1765 Sigmaringen – 23. 8. 1790 Kirn), kterou pojal za choť roku 1781 měl čtyři děti, dospělosti se dožil však jen nejmladší syn, který se stal jeho nástupcem:
- 1. Philippine Friederike Wilhelmine (12. 7. 1783 – 4. 12. 1786)[2]
- 2. Friedrich Heinrich Otto (7. 4. 1785 – 17. 11. 1786)[3]
- 3. Friedrich Emanuel Otto Ludwig Philipp Konrad (9. 10. 1786 – 7. 11. 1786)[4]
- 4. Fridrich IV. (14. 12. 1789 Paříž – 14. 8. 1859 Fontainebleau), kníže ze Salm-Kyrburgu v letech 1794–1813[5]
⚭ 1815 Cécile Rosalie Prévôt (12. 7. 1783 Paříž – 22. 2. 1866 tamtéž), baronka z Bordeaux[6]